# (11524) Pleyel
(11524) Pleyel (1991 PY2) – planetoida z pasa głównego asteroid okrążająca Słońce w ciągu 3,7 lat w średniej odległości 2,39 j.a. Odkryta 2 sierpnia 1991 roku.